# WarCry
WarCry es una banda de power metal fundada en 2001 en Oviedo (Asturias, España), cuando el vocalista Víctor García y el baterista Alberto Ardines fueron expulsados de Avalanch. Pablo García y Fernando Mon aparecieron sólo como guitarristas invitados en el álbum debut homónimo, pero se hicieron miembros oficiales en 2002 junto con el bajista Álvaro Jardón y el pianista Manuel Ramil. Jardón abandonó la banda a finales de 2003, siendo reemplazado por Roberto García tres meses después. En el otoño de 2007 Ardines y Mon fueron reemplazados por Rafael Yugueros y José Rubio, respectivamente. Ramil fue expulsado a principios de 2008 y seguidamente en febrero de 2009 José Rubio dejó la banda por asuntos personales ajenos a WarCry, dejando como único guitarrista a Pablo García.
Al principio, las letras de WarCry estaban centradas en una naturaleza épica y fantástica, con temas medievales y mitológicos, y un estilo de heavy/power con baterías un poco más rápidas de lo común. Más recientemente, las letras han hecho referencia a experiencias sociales y personales. El estilo musical también cambió hacia tempos más rápidos y armonías de parejas de guitarras como heavy/progresivo/power metal. WarCry ha lanzado diez álbumes de estudio y dos álbumes en directo, uno de los cuales recibió una certificación de oro en España.

## Historia

### Comienzos: 2001–2002
A mediados del año 2001, mientras trabajaban en la banda asturiana de Heavy metal Avalanch, el vocalista Víctor García y el baterista Alberto Ardines decidieron grabar un álbum, con las canciones de Víctor que ambos estaban preparando en sus ratos libres. La mayoría habían sido compuestas en los noventa, con letras en inglés. Ellos las tradujeron al español y produjeron el álbum ellos mismos. Víctor se encargó de cantar, así como de tocar el bajo, la guitarra rítmica y los teclados. Los guitarristas Fernando Mon, anteriormente de Avalanch, y Pablo García de Relative Silence colaboraron en el álbum grabando los solos de guitarra. Avalanch expulsó a Víctor y Alberto de la banda, citando que estaban trabajando en un proyecto a espaldas de sus compañeros. Víctor ha comentado que él presentó muchas de sus canciones a Avalanch, pero solo recibió crédito en dos, «Por mi libertad» y «Aquí estaré». Esta última pasó de puntillas, pero se convirtió en una de las canciones más famosas de la banda, así que junto a Alberto Ardines, decidió lanzar un disco «en solitario», pero sin la idea de dejar Avalanch.

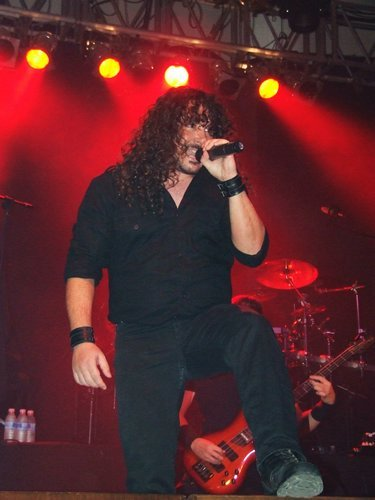
Víctor García.

WarCry siempre había sido la idea de Víctor de una «banda». En 1992 formó un grupo llamado War-Cry, participando como guitarrista, pero lo disolvió en 1994 cuando se convirtió en el guitarrista rítmico de Avalanch. Después de marcharse de Avalanch en 1995, se tomó unas vacaciones y reformó luego, en febrero de 1996, el grupo como WarCry, actuando como vocalista principal. Esta vez grabaron una maqueta titulada Demon 97, pero lo disolvió un año después, cuando se reunió con Avalanch para ser el vocalista líder. Después de haber sido expulsado de Avalanch, Víctor le mostró a Ardines el nombre y el logo de WarCry. Este respondió que era fantástico, y que debían continuar trabajando en este nuevo proyecto musical dado que ya tenían camino abierto.
Pablo y Fernando se les unieron y grabaron el álbum debut WarCry, el cual fue lanzado el 17 de abril de 2002. Poco antes de haber sido lanzado este álbum, a mediados de marzo, Álvaro Jardón, antiguamente del grupo Darna, se unió a la banda para ser el bajista oficial. El álbum recibió varias críticas positivas. La revista de rock japonesa Karma, lo llamó «¡Un álbum español que impulsa el verdadero metal!» y Kerrang! lo declaró un «buen disco debut de una muy buena banda». La banda celebró audiciones para teclista de junio a agosto de 2002, decidiéndose por Manuel Ramil. En vez de hacer una gira en apoyo de WarCry, la banda comenzó a trabajar en nuevas canciones para tener un repertorio más amplio del cual escoger.

### Avance: 2002–2004
El segundo álbum de WarCry, El sello de los tiempos, fue lanzado el 1 de diciembre de 2002 a través su propia compañía Jaus Records y apoyarse en la distribución en Avispa Music. Las críticas sobre este disco fueron positivas. Kerrang! dijo que «la banda liderada por Alberto Ardines y Víctor García ha demostrado con este disco que la superación es posible». También Heavy Rock comentó que «la mayoría de los grupos necesitan varios años de singladura para alcanzar la solidez compositiva, WarCry lo han conseguido a lo largo del año». Los premios Radial y la revista Heavy Rock premiaron a WarCry «banda revelación del año». WarCry dio su primer concierto el 13 de diciembre de 2002 en Avilés, Asturias, como comienzo de su «Gira el Sello de los Tiempos», la cual duró todo un año. Durante esta gira, WarCry compartió escenario con muchas bandas conocidas a nivel mundial como Moonspell, Sepultura, Saratoga, Barón Rojo y Rage, entre otras.

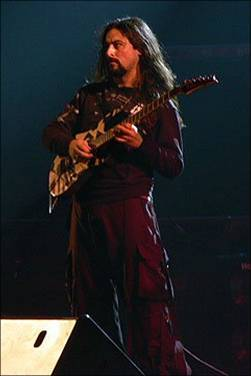
Pablo García.

Al finalizar la gira, Jardón abandonó el grupo, dejando un comunicado donde citaba «motivos musicales y personales» y agradeciendo a sus admiradores y amigos por apoyarlo en su carrera artística. Los demás miembros dijeron que respetaban su decisión y que le deseaban «la mejor de las suertes tanto a nivel personal como musical». Poco después, fue anunciado que el tercer álbum sería cantado en inglés, pero abandonaron la idea después de las buenas críticas recibidas en el centro de Europa por El Sello de los Tiempos cantado en castellano. En agosto de 2003 comenzaron a grabar el álbum, producido por Víctor y Ardines, con la colaboración de Slaven Kolak. El título del tercer álbum fue Alea Jacta Est, el cual fue mezclado y editado en el estudio de la banda Jaus Records y lanzado el 1 de enero de 2004 a través de Avispa. Fue el primer trabajo que incluía contribuciones a nivel compositivo y letrístico de todos los miembros, con la excepción de Ardines y Mon, ya que Víctor había escrito todas las canciones en los dos álbumes previos. Alea Jacta Est alcanzó puesto n.º 3 en la lista de ventas de FNAC en menos de doce días de haber sido lanzado.
Alea Jacta Est fue un disco con tintes ligeramente más progresivos que los anteriores, el cual fue bien recibido por las críticas. Metal Symphony lo llamó el «mejor álbum del año» y Heavy Rock dijo que WarCry «ha sabido hacerse un hueco propio en este estilo sin tener que mamar de sus pasadas referencias». La «Gira Alea Jacta Est» se extendió desde marzo hasta noviembre de 2004, donde recorrieron toda España e incluyó la participación de renombradas bandas como Sôber, Abyss y Transfer. En la primera actuación de la gira, la banda oficialmente presentó a Roberto García, antiguamente de Avalanch, como el nuevo bajista.

### Crecimiento: 2004-2008

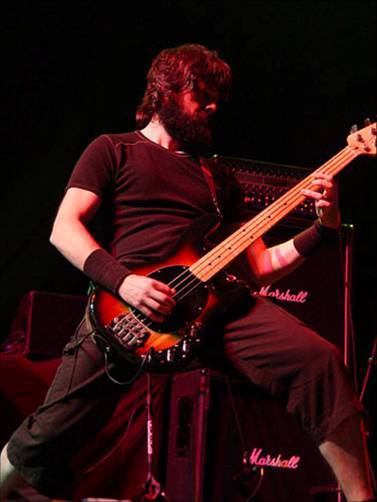
Roberto García.

A mediados de 2004, la banda comenzó a trabajar en su cuarto álbum ¿Dónde Está La Luz?. Fue su único trabajo masterizado por Simón Echeverría, un productor conocido por trabajar con artistas populares y bandas de heavy metal. En ¿Dónde Está La Luz? Víctor García asumió el papel de compositor principal, escribiendo todas las letras y música, así como había hecho en los dos primeros trabajos de la banda. El álbum fue lanzado el 1 de febrero de 2005 a través de Jaus Records y nuevamente distribuido por Avispa, debutando en el puesto n.º 16 en España. En este disco la banda abandonó el uso del doble bombo y empleó una temática letrística más social. Este trabajo fue bien recibido por la crítica. El Gráfico afirmó que «el metal de WarCry se reinventa de forma constante» y Rolling Stone dijo que el «disco es una oda al metal ochentero: coros hímnicos, riffs pegajosos, letras melosas y dos que tres powers ballads». Esta recepción ayudó a WarCry a incrementar su exposición en Europa. La gira en soporte del álbum duró diecisiete meses, desde marzo de 2005 hasta agosto de 2006. La banda dio muchos conciertos en España, incluyendo el festival Viña Rock, junto a bandas como Mägo de Oz, Sepultura y Los Suaves, tocando para más de 15 000 aficionados, siendo catalogados como "una máquina!!" y que estaban "entregando puro heavy metal".
En noviembre de 2005 la banda tocó en un concierto con la sala llena, en el salón Divino Aqualung de Madrid para más de 2500 aficionados. Esta presentación fue lanzada el 27 de febrero de 2006 como el álbum en vivo Directo a la luz. Fue n.º 1 en ventas de DVDs en España y se mantuvo en altas posiciones durante varias semanas. La revista en línea Metal Symphony afirmó que el álbum "no pierde la energía, [con] metal de principio a fin" y La Voz de Asturias lo llamó "la consagración definitiva". La banda concluyó la gira de año y medio con un concierto en una cancha de fútbol en Buñol, Valencia, el 26 de agosto de 2006.

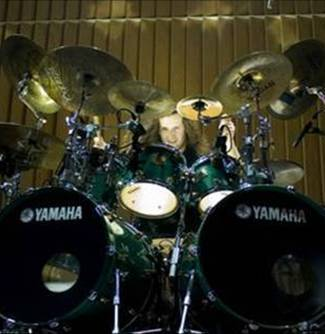
Rafael Yugueros.

En medio de la gira, WarCry había comenzado a trabajar en su quinto álbum, La quinta esencia, que fue lanzado el 18 de septiembre de 2006, el mismo día que la banda recibió una certificación de oro por las ventas de Directo a la luz. La quinta esencia entró al n.º 19 en las listas de España y el mes siguiente la banda se embarcó en un concierto en soporte del álbum. En 2007 WarCry recibió varios premios y reconocimientos, como el "Rockferéndum", que es una votación llevada a cabo por lectores de las revistas Kerrang! y Heavy Rock, así como en el "MetalZone" y en la segunda edición del Anuario de la Música de Asturias. En mayo participaron, en cuatro fechas, en el "Mägo de Oz Fest" en México, junto a Mägo de Oz, U.D.O., Cage y Maligno. Este festival supuso la primera vez que WarCry tocara en ese país, interpretando sus temas para más de 15 000 aficionados. En agosto de 2007 la estación de radio argentina, Heavy Metal Radio, nombró a WarCry "banda internacional del mes".
Ese mismo mes fue anunciada la salida de la banda de los miembros Alberto Ardines y Fernando Mon, lo cual ocurrió "de una manera profesional y amistosa".  Ardines se centró en su sello discográfico propio "Triple A-Metal". Rafael Yugueros fue el nuevo batería, habiendo trabajado previamente con Víctor García en el demo Demon 97 en 1997 antes de unirse a grupos asturianos como Darna y DarkSun. En el mismo comunicado la banda solicitó demos de guitarristas interesados en unirse a la banda, decidiéndose finalmente por el cordobés José Rubio, el cual había trabajado previamente para Trilogy. La gira en apoyo de La quinta esencia concluyó el 28 de diciembre de 2007 en el festival "Jamón Rock" en Guijuelo, Salamanca.

### Revolución: 2008-2020

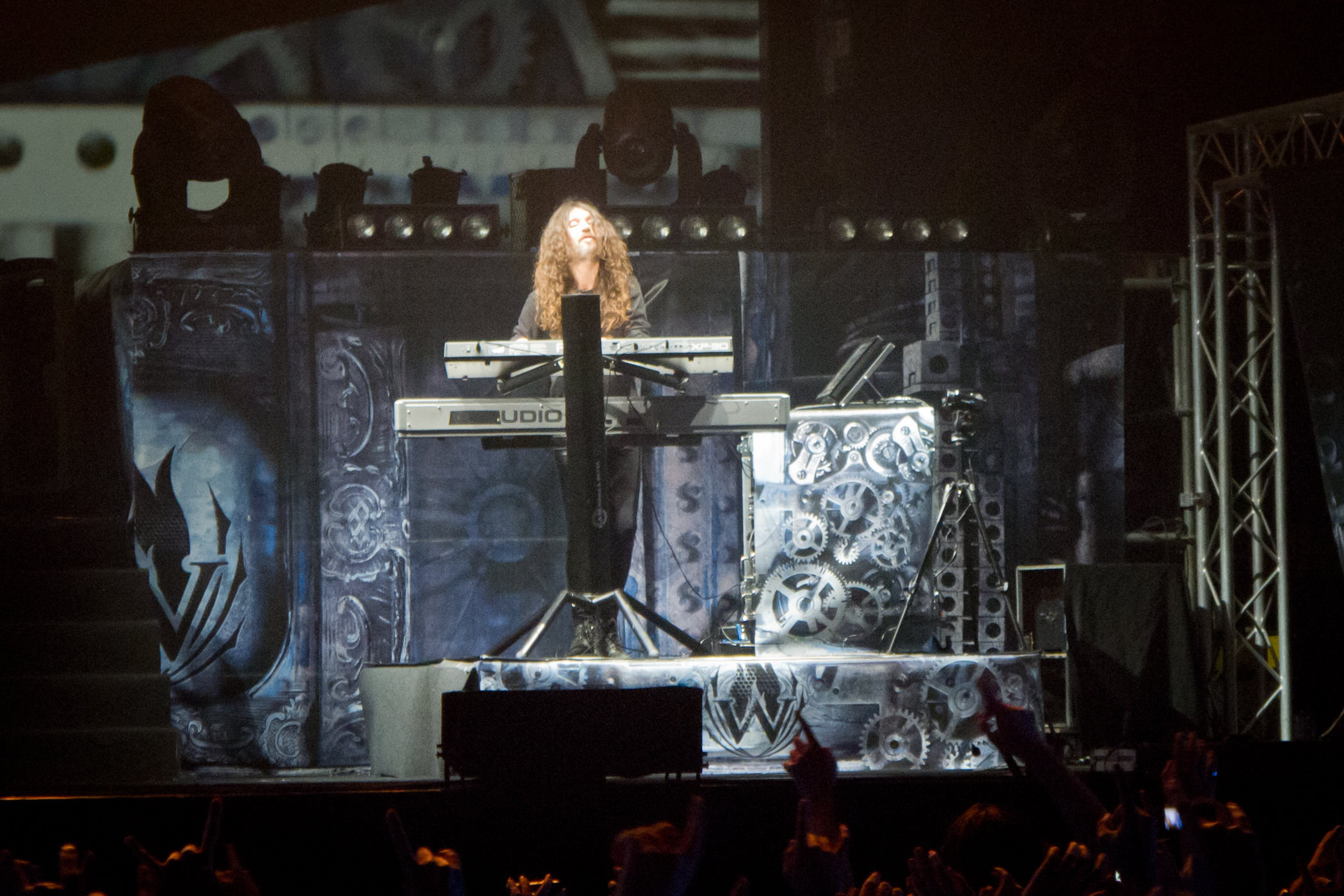
Santi Novoa.

A mediados de febrero, la banda anunció la despedida de su teclista Manuel Ramil, alegando que, debido al nuevo método de trabajo de la banda (muchos ensayos antes de llevar los temas al estudio), Manuel sólo podía asistir al 10% de los ensayos. Por su parte, Ramil dice no entender su despido, ya que considera haber dado el tiempo suficiente a WarCry. Ramil fundó Sauze, formado por Ardines y Mon, llegando a grabar dos discos, pero el 26 de junio de 2017 Avalanch hace oficial su ingreso en la banda. 
Revolución fue el sexto disco de estudio de la banda, lanzado el 27 de octubre de 2008. El 17 de febrero de 2009, se anunció en la página web de WarCry el abandono de la banda por parte de José Rubio, alegando motivos personales y familiares. Ya en este año empiezan la gira de “Revolución” con una serie de conciertos por toda la geografía española. Antes sin embargo entrará en la formación el teclista Santi Novoa, en un primer momento de forma eventual y más tarde siendo admitido como miembro.
Por mencionar algunas de las participaciones de WarCry, podemos nombrar un concierto en Madrid ante más de 5000 personas en “La cubierta” de Leganés o su participación en el festival Metalway (junto a bandas como Heaven and Hell, Opeth, Saxon, Lita Ford y otros) y de nuevo su participación en el festival Leyendas del Rock otro año más desde la creación de este festival. Finalizan el año con una gira por Hispanoamérica en la que visitaron Colombia, Ecuador y Venezuela. Tiempo después la banda promocionó y distribuyó su nuevo disco Alfa que salió editado por Jaus Records el día 15 de abril de 2011.
Asistieron a grandes festivales como el "Granito Rock" en Collado Villalba y el ya mencionado "Leyendas del Rock" en Murcia. Como nota del Leyendas del Rock, en el día que tocaban cayó un gran chaparrón y junto a otros grupos no pudieron tocar, pero la organización hizo un hueco al día siguiente junto a otros dos grupos (Lujuria y Obús).
El primer día de diciembre de 2012, y tras de varios meses de retraso, salió a la venta su nueva entrega titulada Omega, un doble DVD de larga duración, del concierto multitudinario celebrado en el Palacio de Vistalegre de Madrid el 21 de enero de ese año, más extras, que refleja en sonido e imágenes lo que fue la noche cumbre en Madrid de una gira corta pero efectiva.
El 27 de mayo de 2013, se anuncia en la web oficial de la banda una nueva placa discográfica, la octava entrega del quinteto asturiano, así como su fecha de salida y venta directa durante el Festival Leyendas del Rock 2013. El 11 de junio revelaron la portada del disco que llevaría por nombre "Inmortal" la portada diseñada por Daniel Alonso, ilustra el camino que la banda pretende tomar para su siguiente trabajo. La imagen que será el frontal del álbum encierra diversos mensajes ocultos y simbologías que la banda eligió durante su viaje a Egipto a principios del 2013.
El 19 de junio de 2013, WarCry, junto con otros artistas españoles como Alejandro Sanz, Melendi y Revólver participaron con la Fundación "Save the Children" en la campaña "Everyone" a nivel mundial, y "Todos contamos" en España, haciendo versiones de temas suyos pero con instrumentos de juguete. El 22 de junio, Víctor García en un vídeo para la Heavy - España reveló el nombre del octavo corte de su nuevo disco, una canción llamada "Keops", que dijo sería la más larga y ambiciosa grabación que jamás habrían hecho.
El 26 de junio en la web de Rafabasa.com se desveló un artículo acerca de la primera escucha del álbum Inmortal, revelando en esta la lista de temas, así como también una entrevista a los miembros de la banda.
El 30 de julio, la banda publicó en su web oficial, así como a través de su canal de Youtube, el primer videoclip de su disco "Inmortal", siendo el primer tema del setlist oficial "Quiero oírte", una canción dedicada a sus aficionados de todo el mundo.
El 8 de agosto, sale en exclusiva el nuevo disco en el festival "Leyendas del Rock 2013", en Villena (Alicante). Aunque el disco oficialmente salió el 9 de septiembre de 2013.
El 14 de mayo de 2016, la banda anuncia una nueva placa discográfica, que estaría lista para inicios del 2017, este anuncio se dio antes de su gira "Inmortal 2016" que recorrería Ecuador y Colombia del 20 del mayo al 22 de mayo.
El año 2017 marcó la salida de dos nuevos discos de la banda, Donde el silencio se rompió se estrenó el 29 de mayo y Momentos el 17 de noviembre, siendo este, un disco en el que se recogen las baladas más significativas de Warcry así como un tema inédito "La venganza del amor".
En 2018 reciben el premio AMAS (Anuario de la Música Asturiana)  a "Mejor Álbum de Rock" por "Donde el silencio se rompió"

### Parón: 2020-presente
El 8 de enero de 2020, en los espacios oficiales de WarCry en redes sociales, se emite un comunicado anunciando un parón indefinido en la banda, sin descartar su posible disolución. El último concierto del grupo se realizó el día 15 de febrero, en el Escena Rock Madrid Fest, y tras ello, la cuenta oficial de la banda en Twitter publicó un "Hasta luego", sentidamente recibido por sus seguidores.
El 8 de enero de 2022, dos años después de anunciar su parón, la banda anuncia en sus redes sociales su regreso, junto con un nuevo álbum.
El 21 de octubre de 2022 WarCry lanza su décimo álbum de estudio, Daimon.

## Estilo y temas líricos
Las primeras obras de la banda contenían un estilo de power metal directo, baterías agresivas utilizando doble bombo y gritos altos de Víctor García. Toda la composición corrió a manos de Víctor, haciendo referencia a historias medievales y épicas. En su tercer álbum, WarCry comenzó a incorporar tendencias al metal progresivo, haciendo uso de su pareja de guitarras, tempos rápidos y armonías de teclados. La mayoría de los miembros colaboraron en las canciones. Las letras contenían temas mitológicos y luchas personales.
La música luego empezó a estar más elaborada, llena de riffs de guitarra, casi sin baterías rápidas y Víctor adquirió un estilo melódico, con un sonido más suave y reflexivo. Las letras se tornaron introspectivas, cargadas de casos sociales, tales como abuso, crimen y discriminación. El quinto álbum fue una mezcla de los cuatro trabajos previos, con metal power/progresivo y tendencias del hard rock, atmósfera de teclados, baterías rápidas y Víctor García cambiando a un estilo áspero y grave. La temática letrística apuntaba a todas las direcciones, desde pasajes épicos e históricos, a canciones de amor y otras relacionadas con la guerra.
No cabe dejar a un lado las tendencias a temas rítmicos y melódicos incluyendo letras de temas sociales. "Lepe a Mauve" -Víctor García

## Miembros
- Víctor García – voz (2001–presente)
- Pablo García – guitarra, coros (2002–presente)
- Roberto García – bajo, coros (2004–presente)
- Rafael Yugueros – Batería (2007–presente)
- Santi Novoa – teclado (2008–presente)

### Miembros pasados
- Manuel Ramil – teclados (2002–2008)
- Alberto Ardines – batería (2001–2007)
- Fernando Mon – guitarra, coros (2002–2007)
- Álvaro Jardón – bajo, coros (2002–2004)
- José Rubio – guitarra, coros (2007–2009)
- Francisco Fidalgo - bajo (1992-1994)
- Daniel Cabal - batería (1992-1994)
- Gomi - guitarra (1992-1993)
- Aitor Rodrigo - bajo (1996-1997)
- Alfonso Carrera - guitarra (1996-1997)
- Francisco Javier Díaz Menéndez - guitarra (1997-1998)
- Daniel Sevillano - guitarra (1997-1998)
- Tony Waste - Baterista (2009-2012)
- Aníbal Siñeriz- mánager

## Discografía
- 1997: Demon 97 (Maqueta)
- 2002: WarCry
- 2002: El sello de los tiempos
- 2004: Alea Jacta Est
- 2005: ¿Dónde está la luz?
- 2006: Directo a la luz (en vivo)
- 2006: La quinta esencia
- 2008: Revolución
- 2011: Alfa
- 2012: Omega (en vivo)
- 2013: Inmortal
- 2016: Symphonic (en vivo)
- 2017: Donde el silencio se rompió
- 2017: Momentos (recopilatorio)
- 2022: Daimon